# Аніса Кейт
Аніса Кейт (англ. Anissa Kate, справжнє ім'я Аліса Кейт (англ. Alissa Kate); нар. 7 травня 1987, Ліон, Рона-Альпи, Франція) — французька модель і порноакторка.

## Біографія
Народилася в італійсько-кабільській сім'ї у Ліоні. Навчалася на напрямку економіки і управління в університеті Жан Моне у Сент-Етьєні, проте навчання не закінчила, потрапивши в 2011 році в порноіндустрію (порнофільм Ultimate French Girl 3 режисера Олександра Легланда з Тоні Каррерою). Через півроку переїхала у США, згодом до Іспанії. Знімалася в багатьох американських порнофільмах, двічі здобувала нагороду AVN як найкраща іноземна акторка. Проживає в Іспанії.

## Фільмографія
- La Vengeance d'Anissa
- Black Sexe Addict[7]
- 2012 : In Bed with Katsuni
- 2013 : Girls of Bang Bros 22: Anissa Kate
- 2014 : Anal Sweetness 2
- 2015 : Anissa Does Anal
- 2016 : Lezboxx 5
- 2017 : Busty Mature Lesbians Pussy Eating
- 2018 : Women Seeking Women 150
- 2019 : Women Seeking Women 165

## Нагороди
- 2013 AVN Award — Найкраща сцена групового сексу[8]
- 2013 XBIZ Award — Найкраща сцена — гонзо[9]
- 2013 AVN Award — Найкраща сцена сексу в іноземному фільмі[8]
- 2013 AVN Award — Найкраща іноземна акторка[8]
- 2013 XBIZ Award — Найкраща іноземна акторка[9]
- 2014 AVN Award — Найкраща сцена сексу в іноземному фільмі[10]
- 2014 XBIZ Award — Найкраща сцена — тільки дівчата[11]
- 2015 AVN Award — Найкращий режисер — іноземний фільм[12]
- 2015 AVN Award — Найкраща сцена сексу в іноземному фільмі[12]
- 2015 AVN Award — Найкраща іноземна акторка[13]
- 2015 XBIZ Award — Найкраща іноземна акторка[14]
- 2019 AVN Award — Найкраща іноземна акторка